# Full of Hell & Merzbow
Full of Hell & Merzbow — совместный студийный альбом американской грайндкор-группы Full of Hell и японского нойз-артиста Merzbow. Альбом был выпущен 24 ноября 2014 года на лейбле Profound Lore Records. CD-версия альбома также включает в себя 35-минутный бонус-диск под названием Sister Fawn, который является продолжением Full of Hell & Merzbow; позже он был выпущен отдельно.
Альбом получил смешанные отзывы от музыкальных критиков, многие из которых хвалили сотрудничество двух артистов, однако некоторые отмечали, что участие Merzbow в альбоме было минимальным, и только в двух длинных треках альбома, расположенных ближе к концу, оно было очевидным и успешным: «High Fells» и «Ljudet Av Gud».

## Предыстория и запись
Мы собирались выпустить футболку в качестве трибьюта, содранную с обложки альбома Pulse Demon. Связавшись с Балажем, мы попросили его узнать у Масами, что он об этом думает. Он был не против и хотел, чтобы мы прислали ему одну футболку. С этого момента возникла идея сделать сплит, но позже Масами передумал и решил, что это должен быть совместный альбом.
На концерте группы Phobia в Нью-Йорке участники коллектива Full of Hell, выступавшего на разогреве, познакомились с барабанщиком Merzbow Балажем Панди. После концерта группа продолжала общаться с Панди. Эти отношения переросли в косвенный контакт с фронтменом Merzbow Акитой Масами, который продолжался на протяжении всего периода создания Full of Hell & Merzbow. Вокалист Full of Hell Дилан Уокер сказал: «С Масами общение было определённо минимальным. Я не думаю, что он хорошо говорит по-английски, поэтому мне кажется, что Балаж был ему очень полезен». Full of Hell спросили у Панди, могут ли они получить разрешение от Масами на выпуск футболки, посвящённой обложке альбома Merzbow 1996 года Pulse Demon. В своём ответе Масами предложил идею записать сплит, но позже передумал и решил, что хочет сделать совместный альбом.
Merzbow прислали участникам Full of Hell примерно 45 минут материала, чтобы они сделали с ним всё, что посчитают нужным. Зная, что некоторым слушателям не понравится готовый продукт, Full of Hell сосредоточили своё внимание на создании альбома, которым Merzbow могли бы гордиться, и в итоге потратили более года на работу над материалом. По словам Уокера, его особенно вдохновило то, как Джейми Сафт использовал исходный материал Merzbow в своём альбоме 2006 года Merzdub. Об альбоме Сафта Уокер сказал: «Это было так успокаивающе, и это так здорово, что он смог перенести Merzbow на новую звуковую территорию; это был даб-альбом, но как даб-альбом в космосе. Мы надеялись, что сможем добиться чего-то подобного, переделав Merzbow под свой тип звучания. И Масами был очень доволен тем, что получилось!».
Поскольку в исходном материале, который Масами прислал Full of Hell, присутствуют разные частоты, группа решила «наметить», как они хотят все это использовать. В итоге они решили выпустить два отдельных релиза, в которых разное внимание было уделено каждому из двух участников проекта. Для первого диска, Full of Hell & Merzbow, фокус был сделан следующим образом: «70 % Full of Hell и 30 % Merzbow — очень похоже на обычную пластинку Full of Hell с шумом». Второй диск, изначально доступный только на CD в качестве бонуса к первому, изменил пропорцию вкладов групп, что в результате дало «70 % Merzbow и 30 % Full of Hell». По словам последних, они много писали в студии для второго диска, «он получился в духе Tribes of Neurot».
Помимо сотрудничества с Merzbow, в записи Full of Hell & Merzbow поучаствовал Кевин Моррис, сыграв на горне, а также содержатся отрывки из романа Уильяма Алджера «The Solitudes of Nature and of Man: Or, The Loneliness of Human Life» в треках «Raise Thee, Great Wall, Bloodied and Terrible» и «Ljudet Av Gud».

## Отзывы критиков
| Оценки критиков  | Оценки критиков |
| Источник         | Оценка          |
| ---------------- | --------------- |
| Drowned in Sound | [ 4 ]           |
| Exclaim!         | [ 5 ]           |
| Metal Hammer     | [ 6 ]           |
| Metal Injection  | без оценки      |
| Pitchfork        | [ 8 ]           |

Альбом получил смешанные отзывы от музыкальных критиков. Критик Майкл Ранцик, написавший для Exclaim!, высоко оценил альбом и поставил ему 8 баллов из 10. О сотрудничестве двух артистов Ранцик сказал: «Конечный результат — взрывной, безудержный пауэрвайоленс от Full of Hell, скреплённый шквалами грохота Масами. Хотя вклад Масами больше похож на чёрные дыры, чем на какую-либо соединительную ткань, они являются тёмной материей, которая связывает каждую песню». Конни Гордон в рецензии для Metal Hammer описал альбом как «шум, который звучит как визг тормозных колодок, пропущенный через винтажную плату эффектов и в равной степени разрушающий барабанные перепонки, аудиоаппаратуру и терпение». Рецензент Metal Injection пишет, что альбом получился «самым отшлифованным и интенсивным за всю историю Full of Hell». Трек «Raise Thee, Great Wall, Bloodied and Terrible» он назвал лучшим в альбоме. Критики Джозеф Роуэн из Drowned in Sound и Энди О’Коннор из Pitchfork, однако, были менее впечатлены альбомом и поставили ему 5 и 5,5 баллов из 10 соответственно, назвав главным фактором слишком малое влияние Merzbow. Роуэн сказал, что Merzbow «едва присутствует в тяжёлых треках, и только в двух с половиной песнях я могу определённо указать на его участие», а О’Коннор назвал сотрудничество «разочаровывающим, поскольку оно не достигло своих целей, отчасти из-за слишком маленькой роли Merzbow и того, что Full of Hell не восполняют недостающее пространство».
Хотя большинство рецензентов были недовольны отсутствием Масами на пластинке, многие из них всё же похвалили длинные треки ближе к концу альбома («High Fells» и «Ljudet Av Gud»), в которых более заметен фирменный шум Масами. Ранцик описал эти треки как «более абстрактную территорию» и сказал, что в конечном итоге «это хороший подход для группы, который, надеюсь, они снова применят в будущих альбомах». Роуэн сравнил песню «High Fells» с композицией Sunn O))) «Alice» из их альбома 2009 года Monoliths & Dimensions, назвав её «лучшей вещью в альбоме», а также отметил следующий трек «Ljudet Av Gud» гораздо более похожим на то, что он ожидал от релиза. О’Коннор похвалил мрачную «High Fells» за то, что она «дала Merzbow больше пространства, чтобы отбрасывать широкую тень», и сдержанность Full of Hell на «Ljudet Av Gud» за её «гулкие барабаны и дрейфующие шумовые потоки». О’Коннор также положительно отозвался о бонусном диске Sister Fawn, назвав его «гораздо более приятным для прослушивания, чем сама пластинка». По словам рецензента Metal Injection, «секция Merzbow Sister Fawn также разрушительна: не зря его называют королём нойза. Его способность формировать размытые звуковые ландшафты — это нечто удивительное. Добавьте к этому инструментарий Full of Hell, и всё это становится только лучше».

## Варианты издания
В CD-издании альбома присутствовал 35-минутый бонус-диск Sister Fawn, ставший продолжением Full of Hell & Merzbow. Позже, в 2015 году, он был выпущен в качестве отдельного релиза на кассетах, виниле, а также на стриминговых сервисах.

## Список композиций

### Full of Hell & Merzbow
| №                   | Название                                        | Длительность |
| ------------------- | ----------------------------------------------- | ------------ |
| 1.                  | «Burst Synapse»                                 | 1:01         |
| 2.                  | «Gordian Knot»                                  | 0:55         |
| 3.                  | «Humming Miter»                                 | 0:43         |
| 4.                  | «Blue Litmus»                                   | 2:05         |
| 5.                  | «Raise Thee, Great Wall, Bloodied and Terrible» | 2:28         |
| 6.                  | «Thrum In the Deep»                             | 2:42         |
| 7.                  | «Shattered Knife»                               | 0:52         |
| 8.                  | «Mute»                                          | 0:33         |
| 9.                  | «High Fells»                                    | 4:38         |
| 10.                 | «Ljudet Av Gud»                                 | 5:43         |
| 11.                 | «Fawn Heads and Unjoy»                          | 1:23         |
| Общая длительность: | Общая длительность:                             | 23:06        |

### Sister Fawn
| №                   | Название            | Длительность |
| ------------------- | ------------------- | ------------ |
| 1.                  | «Ergot»             | 5:16         |
| 2.                  | «Merzdrone»         | 4:10         |
| 3.                  | «Aphid»             | 8:14         |
| 4.                  | «Crumbling Ore»     | 4:09         |
| 5.                  | «Litany of Desire»  | 13:46        |
| Общая длительность: | Общая длительность: | 35:37        |

## Участники записи
| Full of Hell - Дэвид Бленд — ударные - Дилан Уолкер — вокал, электроника, перкуссия - Спенсер Хезард — гитара, вокал, электроника, перкуссия - Брендон Браун — бас-гитара, вокал Merzbow - Акита Масами — электроника, шумы | Приглашённые музыканты - Кевин Моррис — горн Технический персонал - Кевин Бернстен — запись, продюсирование - Брэд Боутрайт — мастеринг - Марк Маккой — обложка, оформление |